# Куларовское сельское поселение
Куларовское се́льское поселе́ние — муниципальное образование в Вагайском районе Тюменской области Российской Федерации.
Административный центр — село Куларово.

## История
Статус и границы сельского поселения установлены Законом Тюменской области от 5 ноября 2004 года № 263 «Об установлении границ муниципальных образований Тюменской области и наделении их статусом муниципального района, городского округа и сельского поселения».

## Население
| 2010 | 2011 | 2012 | 2013 | 2014 | 2015 | 2016 |
| ---- | ---- | ---- | ---- | ---- | ---- | ---- |
| 668  | ↗669 | ↘667 | ↘653 | ↗657 | ↘650 | ↘624 |
| 2017 | 2018 | 2019 | 2020 | 2021 | 2023 |      |
| ↘598 | ↗600 | ↗605 | ↗613 | ↘473 | ↘460 |      |

## Состав сельского поселения
| № | Населённый пункт | Тип населённого пункта       | Население |
| - | ---------------- | ---------------------------- | --------- |
| 1 | Елань            | деревня                      | 5         |
| 2 | Киселева         | деревня                      | 49        |
| 3 | Куларово         | село, административный центр | 341       |
| 4 | Куларовское      | село                         | 246       |
| 5 | Накуларова       | деревня                      | 11        |
| 6 | Полуянова        | деревня                      | 3         |
| 7 | Уфа              | деревня                      | 9         |
| 8 | Шевелева         | деревня                      | 4         |